# HNK Trogir
NK Trogir là 1 cựu câu lạc bộ bóng đá của Croatia, đặt tại thị trấn Trogir gần bờ biển của Croatia. Trogir chơi những trận sân nhà của mình ở Igralište Batarija.

## Lịch sử
HNK Trogir được thành lập năm 1912 dưới cái tên Trogir. Chủ tịch đầu tiên là ông Lujo Madirazza. Sau chiến tranh thế giới thứ 1 được xây dựng lại với tên Slaven được giữ tới năm 1990 trước khi quay trở lại là Trogir. Vào năm 2009, câu lạc bộ gặp khó khăn về tài chính và bị giáng xuống hạng 3. HNL-Jug.

## Sân vận động

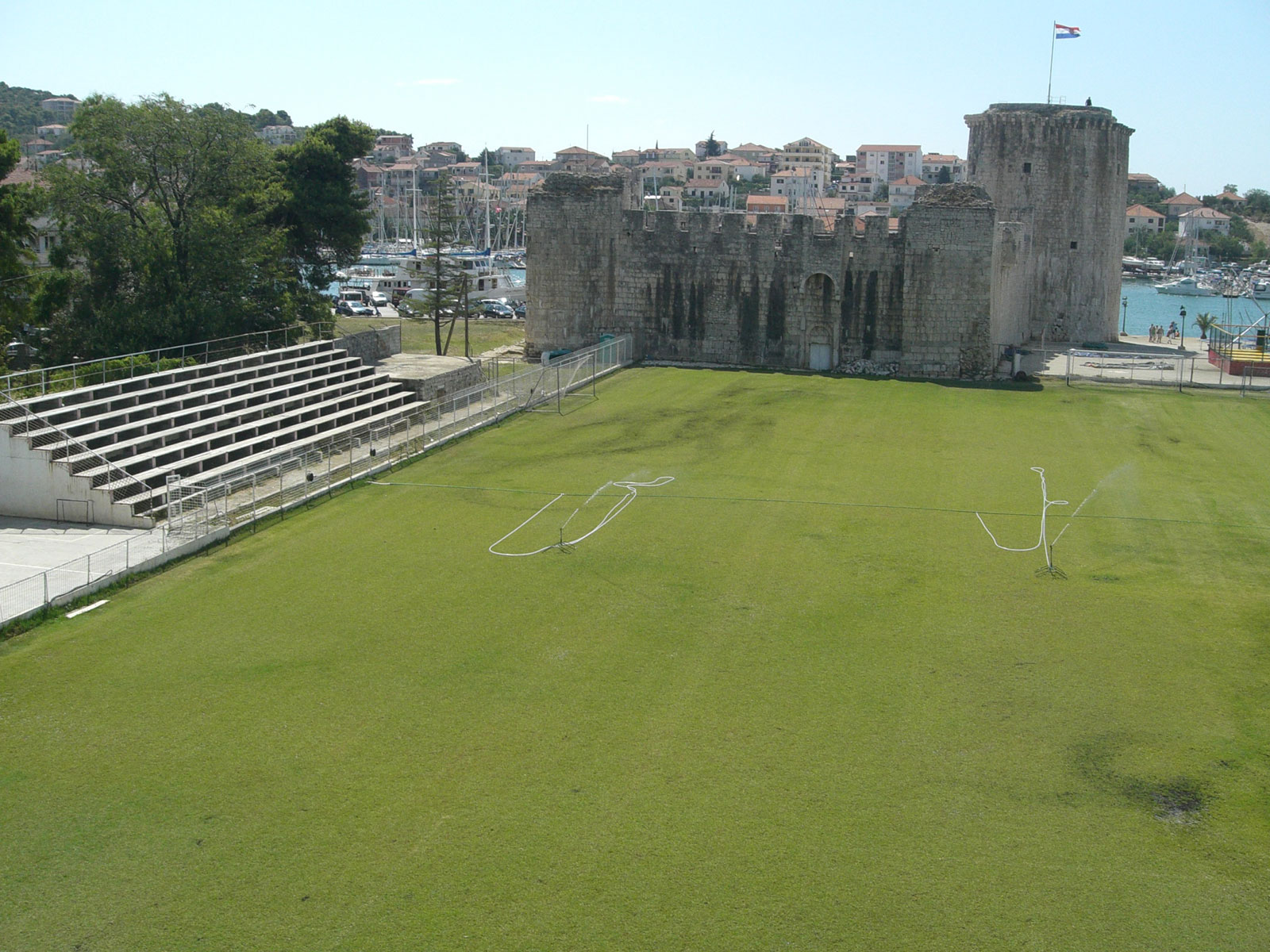
Sân vận động của HNK Trogir nằm bên cạnh Kamerlengo Castle, một pháo đài thế kỉ 15.

Câu lạc bộ thi đấu tại Igralište Batarija.

## Các cầu thủ nổi tiếng
- Ivan Katalinić
- Nenad Pralija
- Tihomir Bulat
- Milan Rapaić
- Stipe Bačelić-Grgić
- Igor Tudor
- Ivan Leko
- Vedran Runje
- Marino Biliškov

## Liên kết khác
- HNK Trogir Official site Lưu trữ ngày 21 tháng 7 năm 2011 tại Wayback Machine